# Oberpostdirektion Metz
Die Oberpostdirektion Metz, heute Hôtel des Postes, ist ein Gebäude im neoromanischen Stil in der lothringischen Stadt Metz. Es wurde 1905 von der deutschen Reichspost und vom Berliner Architekten Ewald von Rechenberg geplant und bis 1911 erbaut. Das Gebäude befindet sich gegenüber dem Bahnhof Metz-Ville.

## Geschichte
Die Oberpostdirektion Metz wurde am 13. Oktober 1870 eingerichtet und war in einem angemieteten Gebäude untergebracht. Der Deutsch-Französische Krieg von 1870/71 führte mit dem Frieden von Frankfurt im Mai 1871 zum Anschluss des Elsass mit Straßburg und des nördlichen Teils von Lothringen mit Metz an das neu gegründete Deutsche Kaiserreich. Johann Wilhelm Hake wurde mit dem Aufbau einer Oberpostdirektion für Lothringen in Nancy beauftragt, diese wurde mit der Schaffung der Verwaltungseinheit Reichsland Elsaß-Lothringen 1872 aufgelöst und in den deutschen Teil, nach Metz verlegt. Dort hat er durch seine verbindliche Art und die Liebenswürdigkeit seines Wesens in hohem Maße dazu beigetragen, den Aufbau der deutschen Post voranzutreiben. Von 1876 wurde er ins General-Postamt nach Berlin berufen, wo er als Vortragender Rat und später als Direktor der Telegraphen-Abteilung II das Haupttelegraphenamt leitete.
Die Pläne der Neuen Oberpostdirektion wurden vom Architekt und Kaiserl. Baurat Jürgen Kröger und Architekt und Postrat Ludwig Bettcher (1846–1912) modifiziert. Der Architekt Gustav Petrich leitete die Bauausführung von 1907 bis zur Eröffnung am 1. Mai 1911.
Dieses Postgebäude war eines der letzten nach Colmar, Ribeauvillé, Saverne, Straßburg und Haguenau, die nach Plänen des Architekten Ludwig Bettcher entstanden, der 1888 zum Direktor der Bauabteilung des Reichspostamtes Elsass-Mosel in Straßburg berufen worden war und dieses bis 1911 leitete. Sie war Mittelbehörde der Postverwaltung und zuständig für das nördliche Lothringen. Nach dem Ende des Ersten Weltkrieges und der Rückgliederung Elsaß-Lothringens nach Frankreich folgte 1918 ihre Auflösung.

## Heutige Situation
Nach etlichen Renovierungen und Umbauten des Postgebäudes über die Jahre ist bis 2019 das Hauptpostamt der französischen Post in Betrieb gewesen. Das Hôtel des Postes feierte sein 100-jähriges Bestehen im Mai 2011 und wird von einem Architekturbüro zu Wohnungen und Büros umgewidmet. Es entsteht eine Seniorenresidenz, eine Jugendresidenz, ein Wintergarten und ein städtisches Logistikzentrum. Die Hauptpost - Poste centrale de Metz befindet sich jetzt im Kongresszentrum Robert Schumann.

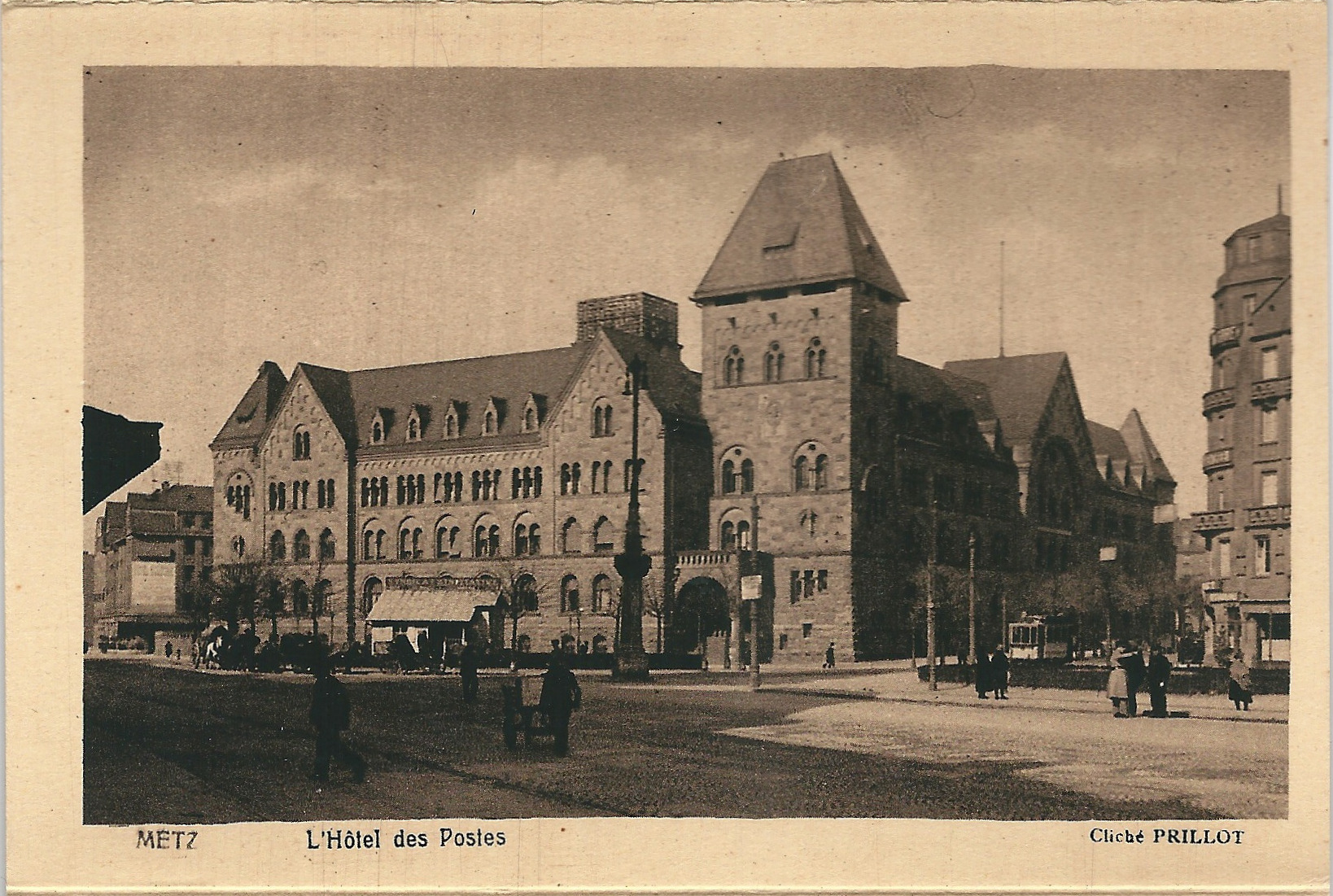
Hauptpostamt Metz, um 1920
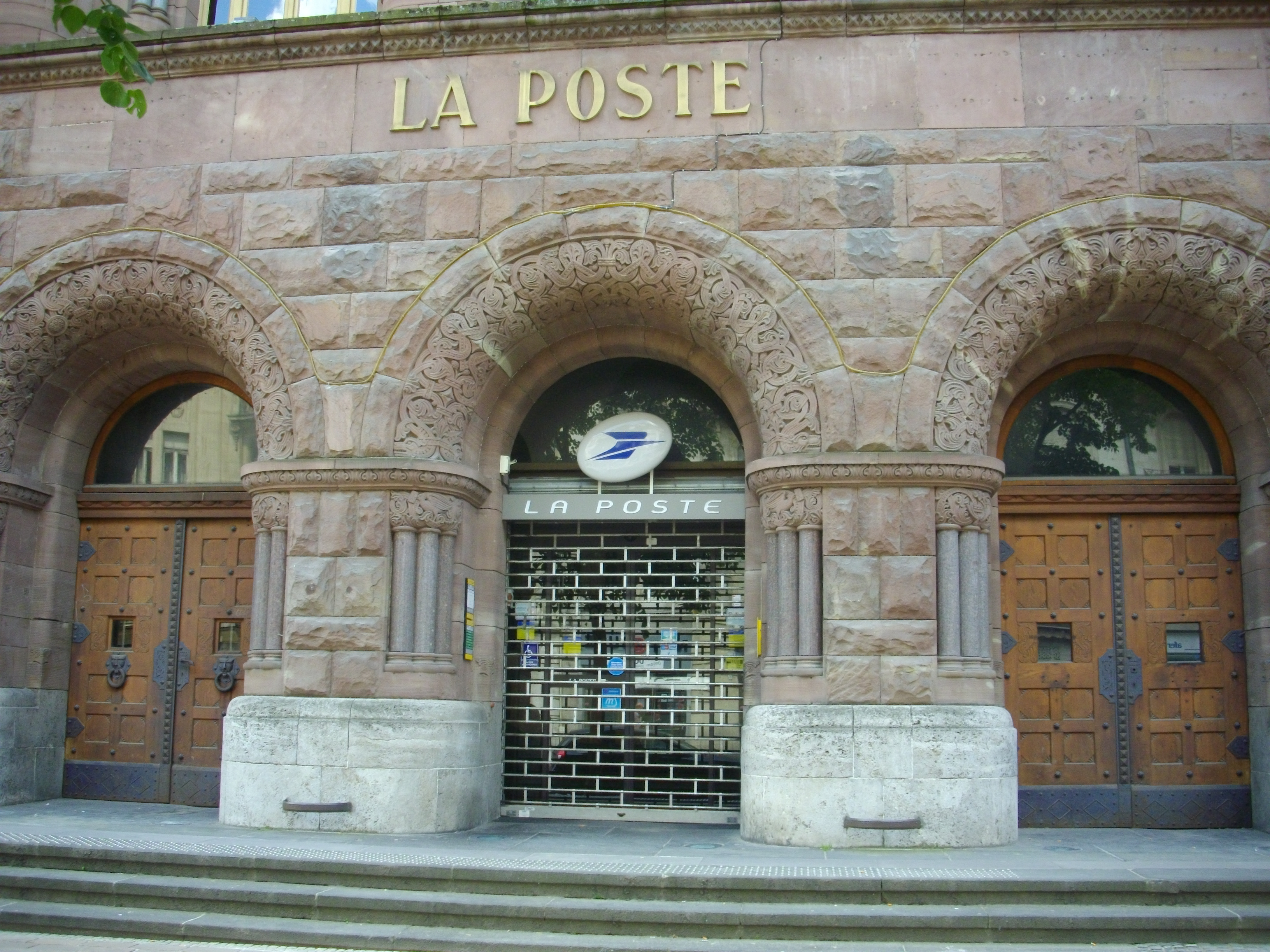
Poste Centrale, 2013
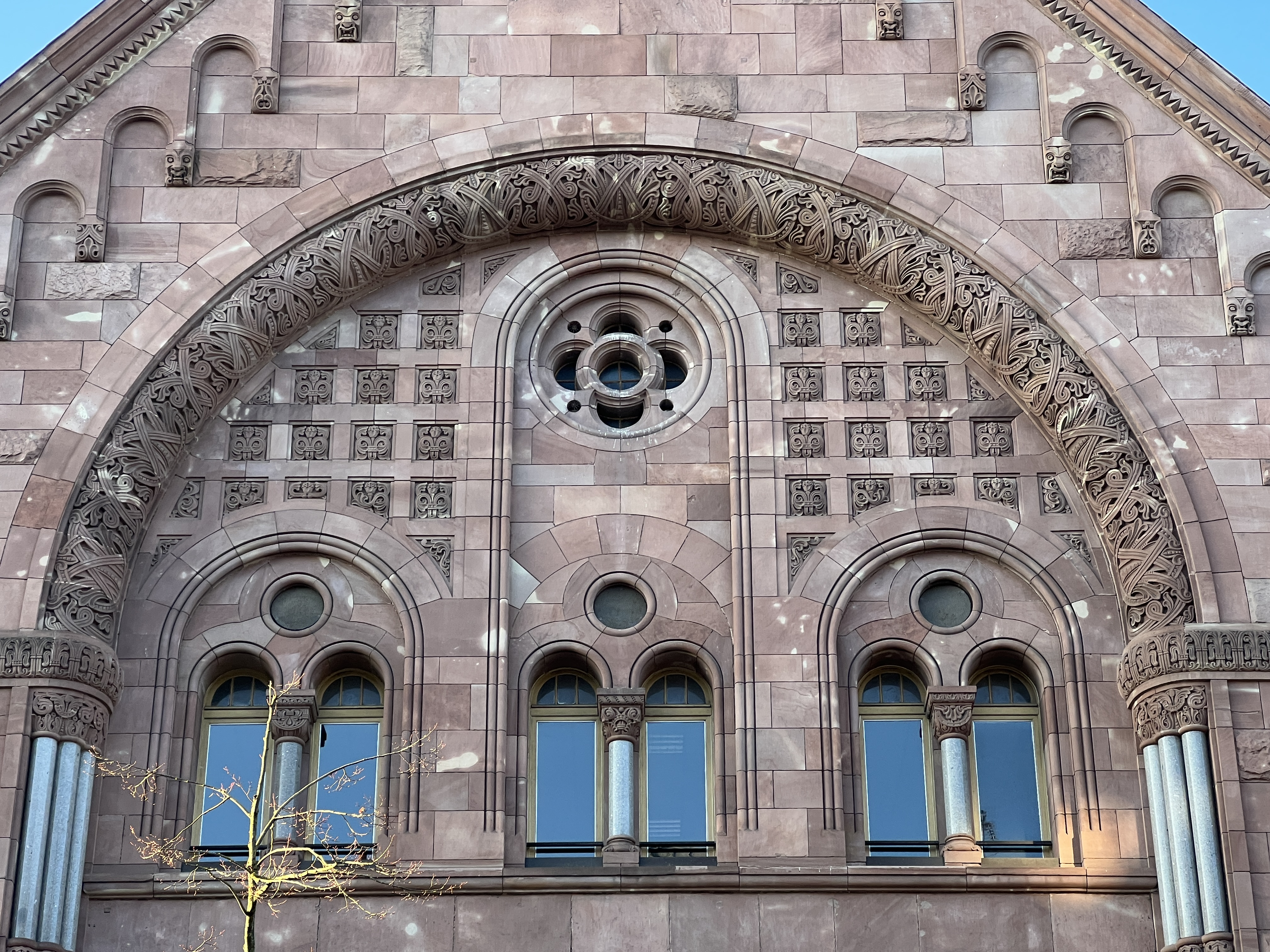
Hôtel des Postes, 2022
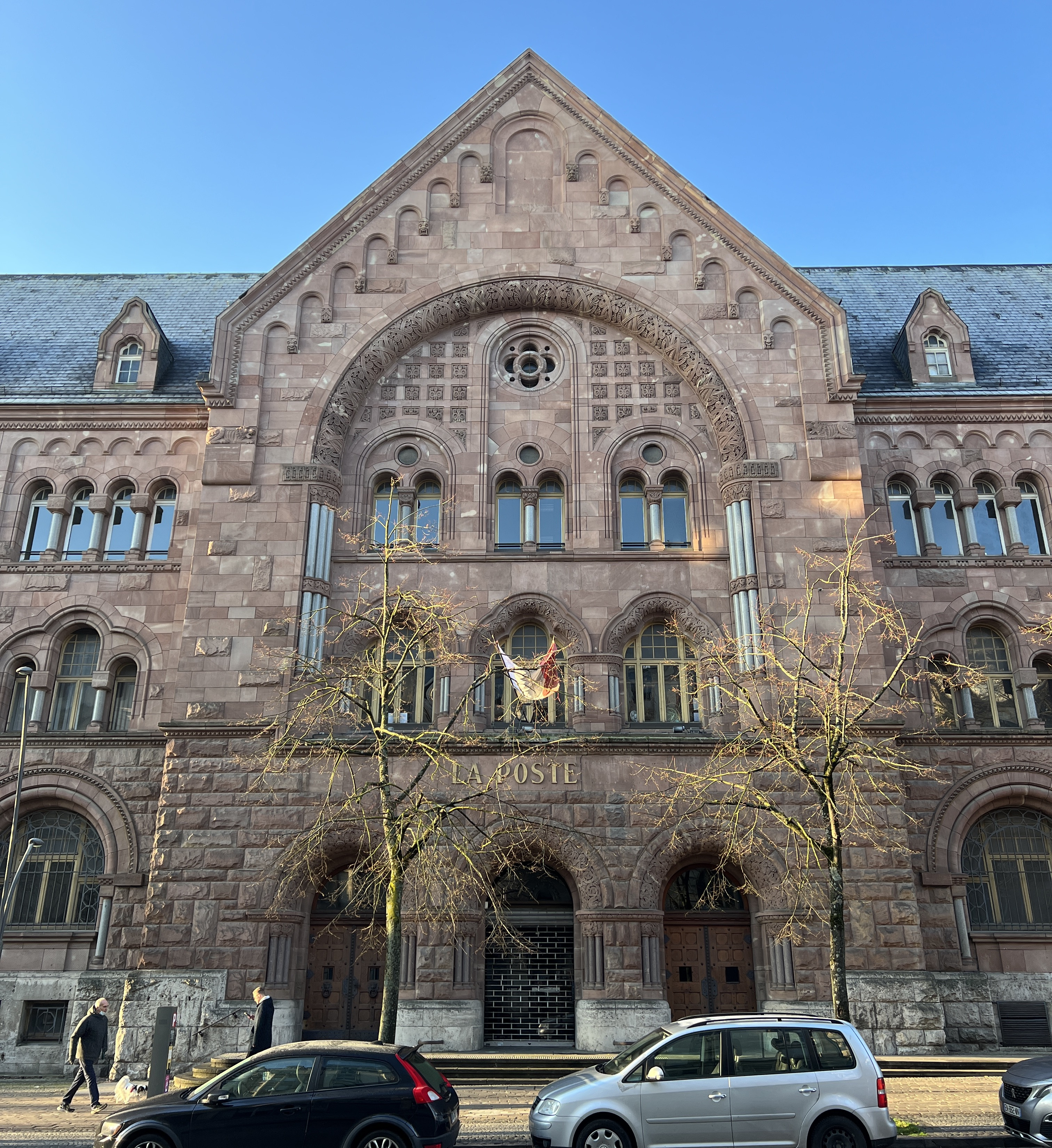
Hauptpostamt Metz, 2022